# Lebowa
Il Lebowa fu un bantustan istituito dal governo sudafricano durante l'epoca dell'apartheid come riserva per le popolazioni Sotho. Furono incorporate anche popolazioni Ndebele, Batswana e VhaTsonga.
Il Lebowa ottenne l'autogoverno il 2 ottobre 1972 e la sua prima capitale fu Seshego, mentre iniziò la costruzione della nuova capitale di Lebowakgomo.

## Fine dell'indipendenza
Con la fine dell'apartheid il Lebowa fu aggregato alla provincia sudafricana del Limpopo.